# Ферзен (дворянский род)
Ферзен (нем. Fersen) — дворянский, баронский и графский род.

## История рода
Род происходит от Отто де Ферсне (упоминается в 1264, 1288), балтийского немца, получившего пожалования от герцога Померании Барнима I Доброго.
Потомок Отто — Лоренц Ферзен (1513—1546), от которого происходят все последующие ветви рода. 
Внуки Лоренца: 
- 1) Лоренц Ферзен (тёзка своего деда; упоминается в 1584), основатель Померанской линии Ферзенов, угасшей в 1741 году.
- 2) Ганц Ферзен (? — после 1641), эстляндский предводитель дворянства (риттершафт-гауптман) в 1617—1624 годах.
- 3) Фабиан Ферзен (упоминается в 1575 и 1584 годах).

Сыновья Фабиана: 
- 1) Герман Ферзан, был женат на Маргарите, урожденной Анреп.
- 2) Рейнгольд Фабиан Ферзен (1594—1630), эстляндский ландрат, был женат на Доротее, урожденной Врангель (1590—1652).

Сыновья Германа Ферзена: 
- 1) Отто Вильгельм Ферзен (1623—1703) — шведский фельдмаршал  (1693), генерал-губернатор Ингерманландии за несколько лет до её присоединения к России (1691-98).
- 2) Герман Ферзен (1630 — до 1690) — подполковник шведской армии, основатель Шлезвигской линии рода Ферзен, угасшей в 1804 году.

Сыновья Рейнгольда Фабиана Ферзена:
- 1) Ганс Ферзен (1625—1683) — шведский генерал-лейтенант, губернатор Риги (1675-82), Ингерманландии (1682-83), эстляндский ландрат, основатель Шведской линии рода Ферзен.
- 2)  Фабиан Ферзен (1626—1677) — шведский генерал-фельдмаршал (1675), губернатор Лифляндии (1663-75).

В 1674 году король Швеции Карл XI  даровал баронский достоинство с титулом баронов Кронендалей четырём Ферзенам из числа перечисленных выше: Отто Вильгельму, Герману, Гансу и Фабиану. Эта линия Ферзенов в дальнейшем осталась в Швеции.
Внуки Ганса:
- 1) Герман Ферзен (ум. ок. 708, Москва) —  родоначальник дома (ветви) Зипп рода Ферзен, во время Северной войны умер в русском плену. Из потомков Германа Ферзена известен Ермолай Егорович (Герман Густав; 1744 — после 1801), генерал от инфантерии (1799).  Его внучатый племянник — Герман Егорович (Герман Лоренц; 1821—1862), действительный статский советник (1857), в 1850-х годах — губернатор Августовской губернии Царства Польского, к 1862 состоял при наместнике Царства Польского.

- 2) Генрих Ферзен (1674 — до 1682) — лейтенант шведской армии, основатель линии Лаупа ветви Ферзен.

Сын Генриха Ферзена — Ганс Генрих (ум. 1724) — капитан шведской армии, предводитель дворянства Ревельской губернии (1720-21), ландрат (с 1721). Был дважды женат: с 1698 на Кристине Гедвиге, урожденной фон Эссен (1676 — ?), с 1711 на Анне Барбаре, урожденной фон Фитингоф (? — после 1752). 
Дети Ганса Генриха от второго брака: 
- Рейнгольд Иоганн Ферзен (1713—1772) — старший сын, потомки которого основали  дома (ветви) Вреденхаген-Терсель и Лаупа-Таммит рода Ферзен.

Из дома Вреденхаген-Терсель известен Василий (Вильям) Николаевич (1858—1937). Его сыновья: Владислав Васильевич (1891—1962), лейтенант; Арвид Вильямович (Васильевич; ? — 1938), капитан 2 ранга, активный пропагандист Всероссийской национал-революционной партии.
- Карл Густав Ферзен (1717—1790) — младший сын, основатель линии Олюстфер, который в 1750 году получил от русского правительства разрешено именоваться бароном Ферзеном, с 1759 года лифляндский ландрат.

Из линии Олюстфер наиболее известен сын Карла Густава — граф (с 1795), генерал от инфантерии Иван Евстафьевич Ферзен. Его внук — Павел Карлович (Пауль) Ферзен (1800—1884) — граф, обер-егермейстер (1862-70) Двора Е. И. В., при нем великокняжеские и царские охоты достигли небывалых размахов, особенно знаменитая гатчинская охота со сворами борзых и стаей гончих; был женат дважды — на графине Ольге Строгановой (их дети — Павел и София), и на Елизавете Раух (их дети — Николай и Александра, род. 1856).
Его сын от второго брака — Николай Павлович Ферзен (1858—1921), генерал-майор Свиты Е. И. В., адъютант великого князя Владимира Александровича, участник Русско-турецкой войны 1877-78, был женат на княжне Софье Александровне, урожденной Долгоруковой (1870−1957), их дети: Александр Николаевич (1895—1934), во время Гражданской войны 1917-22 в Добровольческой армии; Елизавета Николаевна (1899—1938); Ольга Николаевна (1904—1996); Павел Николаевич (1894—1943).
Род Ферзен внесен в матрикулы Лифляндии (1745) и Эстляндии (1747). Именным указом императрицы Екатерины II от 1 января 1795 года И. Е. Ферзен с нисходящим потомством возведен в графское достоинство Российской империи. Высочайше утвержденным 20 декабря 1865 года мнением Государственного Совета представители других ветвей рода Ферзен признаны в баронском достоинстве Российской империи.

## Описание герба
по Долгорукову
Щит расчетверён на серебро и чернь. В серебре красный гриф держит четыре стрелы; в черни две шпаги крестообразно продеты сквозь корону. Среди герба малый щиток с древним родовым гербом фамилии Ферзен: в серебряном поле три голубых реки, текущие от правого нижнего угла к левому верхнему, и на них, головой к правому верхнему углу, положена золоточешуйчатая рыба с золотыми крыльями, и с золотою короною на голове, имеющая в носу золотое кольцо с привешенным к оному камнем.
На щите баронская корона и на ней два шлема с золотыми баронскими коронами. Над правым шлемом три розы: красная, зелёная и голубая; на левом шлеме пальмовое дерево. Намёт красный, подложенный голубым.